# Транспорт Японії
Транспорт Японії представлений автомобільним , залізничним , повітряним , водним (морським, річковим і озерним)  і трубопровідним , у населених пунктах  та у міжміському сполученні діє громадський транспорт пасажирських перевезень. Площа країни дорівнює 377 915 км² (62-ге місце у світі). Форма території країни — острівний архіпелаг, витягнутий в субмеридіональному напрямку; максимальна дистанція з півночі на південь — 2800 км, зі сходу на захід — 2850 км (за координатами), найбільша відстань суходолом не перевищує 300 км (острів Хонсю). Географічне положення Японії дозволяє країні контролювати морські транспортні шляхи в Далекосхідному регіоні, важливий хаб транстихоокеанських повітряних маршрутів між Азією та Північною Америкою.

## Автомобільний
Загальна довжина автошляхів у Японії, станом на 2015 рік, дорівнює 1 218 772 км, з яких 992 835 км із твердим покриттям (8 428 км швидкісних автомагістралей) і 225 937 км без нього (6-те місце у світі). В Японії — лівосторонній рух. Єдина мережа високошвидкісних доріг розділена на платні з обмеженим доступом, що з'єднують великі міста, і такі, що знаходяться під контролем головних підприємств країни.

## Залізничний
Загальна довжина залізничних колій країни, станом на 2012 рік, становила 27 155 км (12-те місце у світі), з яких:
- 4 800 км стандартної 1435-мм колії (4 800 км електрифіковано);
- 132 км двоколійних шляхів 1435-мм і 1067-мм колій (132 км електрифіковано);
- 124 км стандартної 1372-мм колії (124 км електрифіковано);
- 22 207 км вузької 1067-мм колії (15 430 км електрифіковано);
- 48 км вузької 762-мм колії (48 км електрифіковано)[1].

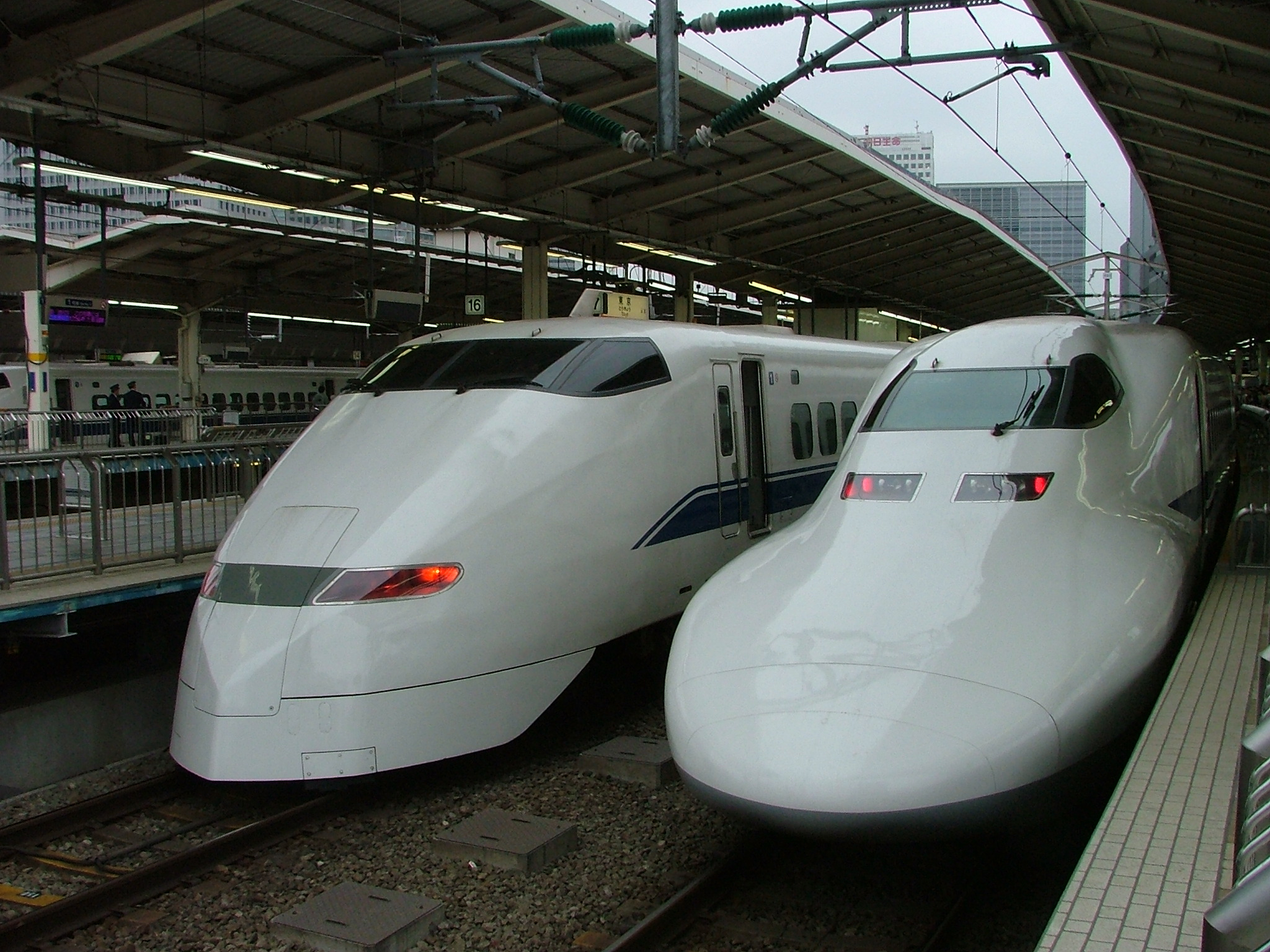
Поїзди Сінкансен серій 300 (ліворуч) і 700 (праворуч) на станції в Токіо

Десятки японських залізничних компаній конкурують на регіональних і місцевих ринках пасажирських перевезень; наприклад, підприємства Japan Railways Group, Kintetsu Corporation, Seibu Railway і Keio Corporation. Часто стратегічно ці підприємства мають нерухомість або універмаги поруч зі станціями. Близько 250 високошвидкісних поїздів Сінкансен поєднують великі міста. Рух усіх поїздів відбувається точно за графіком, порушення графіка навіть на 20 секунд не залишається без вибачень від керівництва.

## Повітряний
У країні, станом на 2013 рік, діє 175 аеропортів (33-тє місце у світі), з них 142 із твердим покриттям злітно-посадкових смуг і 33 із ґрунтовим. Найбільший міжнародний аеропорт Токіо — найбільш завантажений аеропорт Азії. Найбільші міжнародні хаби: міжнародний аеропорт Наріта (Токіо), міжнародний аеропорт Кансай (Осака/Кобе/Кіото) і міжнародний аеропорт Тюбу (Нагоя).
Аеропорти країни за довжиною злітно-посадкових смуг розподіляються так (у дужках окремо кількість без твердого покриття):
- довші за 10 тис. футів (>3047 м) — 6 (0);
- від 10 тис. до 8 тис. футів (3047-2438 м) — 45 (0);
- від 8 тис. до 5 тис. футів (2437—1524 м) — 38 (0);
- від 5 тис. до 3 тис. футів (1523—914 м) — 28 (5);
- коротші за 3 тис. футів (<914 м) — 25 (28)[1].

У країні, станом на 2015 рік, зареєстровано 23 авіапідприємства, які оперують 627 повітряними суднами. За 2015 рік загальний пасажирообіг на внутрішніх і міжнародних рейсах становив 113,76 млн осіб. За 2015 рік повітряним транспортом було перевезено 8,88 млрд тонно-кілометрів вантажів (без врахування багажу пасажирів).
У країні, станом на 2013 рік, споруджено і діє 16 гелікоптерних майданчиків.
Японія є членом Міжнародної організації цивільної авіації (ICAO). Згідно зі статтею 20 Чиказької конвенції про міжнародну цивільну авіацію 1944 року, Міжнародна організація цивільної авіації для повітряних суден країни, станом на 2016 рік, закріпила реєстраційний префікс — JA, заснований на радіопозивних, виділених Міжнародним союзом електрозв'язку (ITU). Аеропорти Японії мають літерний код ІКАО, що починається з — RJ.

## Водний

### Морський
Головні морські порти країни: Чиба, Кавасакі, Кобе, Міцушима, Модзі, Наґоя, Осака, Токіо, Томакамаї, Йокогама. Річний вантажообіг контейнерних терміналів (дані за 2011 рік): Кобе — 2,73 млн, Нагоя — 2,5 млн, Осака — 2,17 млн, Токіо — 4,4 млн, Йокогама — 2,99 млн контейнерів (TEU). СПГ-термінали для імпорту скрапленого природного газу діють у портах: Чиїта, Фукуока, Футтсу, Хашиное, Хакодате, Хатсукаїті, Огішіма, Ніїгата, Хімеїдзі, Дзоетсу, Кагошима, Кавагое, Кітакюсю, Міцушима, Нагасакі, Наоетсу, Негіші, Огішіма, Оїта, Сакаї, Сакайдо, Сенбоку, Шімізу, Мінато, Содегаура, Тобата, Янаї, Йокаїчі, Накагусюкю.

Морський торговий флот країни, станом на 2010 рік, складався з 684 морських суден з тоннажем понад 1 тис. реєстрових тонн (GRT) кожне (16-те місце у світі), з яких: балкерів — 168, суховантажів — 34, інших вантажних суден — 3, танкерів для хімічної продукції — 29, контейнеровозів — 2, газовозів — 58, пасажирських суден — 11, вантажно-пасажирських суден — 117, нафтових танкерів — 152, рефрижераторів — 4, ролкерів — 52, автовозівів — 54; зареєстровані під прапорами інших країн — 3122 (Багамських Островів — 88, Бермудських Островів — 2, М'янми — 1, Камбоджі — 1, Кайманових Островів — 23, Китайської Народної Республіки — 2, Кіпру — 16, Гондурасу — 4, Гонконгу — 79, Індонезії — 8, Острову Мен — 19, Ліберії — 110, Люксембургу — 3, Малайзії — 2, Мальти — 5, Маршаллових Островів — 59, Монголії — 2, Нідерландів — 1, Панами — 2372, Філіппінам — 77, Португалії — 9, Сент-Кіттсу і Невісу — 2, Сент-Вінсенту і Гренадин — 3, Сьєрра-Леоне — 4, Сінгапуру — 164, Південної Кореї — 14, Танзанії — 1, Великої Британії — 5, Вануату — 39, невстановленої приналежності — 7).

### Річковий
Загальна довжина судноплавних ділянок річок і водних шляхів, доступних для суден з дедвейтом більше за 500 тонн, 2010 року становила 1 770 км (44-те місце у світі).

## Трубопровідний
Загальна довжина газогонів у Японії, станом на 2013 рік, становила 4 456 км; нафтогонів — 174 км; інших трубопроводів — 104 км.

## Державне управління
Держава здійснює управління транспортною інфраструктурою країни через міністерство земель, інфраструктури, транспорту і туризму. Станом на 5 серпня 2016 року міністерство в уряді Сіндзо Абе очолював Кеїчі Ішиї.

### Українською
- Атлас. 10-11 клас. Економічна і соціальна географія світу / упорядники :  О. Я. Скуратович, Н. І. Чанцева. — К. : ДНВП «Картографія», 2010. — ISBN 978-966-475-639-3.
- Атлас світу / голов. ред. І. С. Руденко ; зав. ред. В. В. Радченко ; відп. ред. О. В. Вакуленко. — К. : ДНВП «Картографія», 2005. — 336 с. — ISBN 9666315467.
- Безуглий В. В. Економічна і соціальна географія зарубіжних країн : Навчальний посібник. — К. : ВЦ «Академія», 2007. — 704 с. — ISBN 978-966-580-239-6.
- Безуглий В. В., Козинець С. В. Регіональна економічна і соціальна географія світу : Навчальний посібник. — видання 2-ге, доп., перероб. — К. : ВЦ «Академія», 2007. — 688 с. — ISBN 966-580-144-9.
- Головченко В., Кравчук О. Країнознавство: Азія, Африка, Латинська Америка, Австралія і Океанія. — К., 2006. — 335 с. — ISBN 966-8939-04-2.
- Дахно І. І. Країни світу: Енциклопедичний довідник / І. І. Дахно, С. М. Тимофієв. — К. : Мапа, 2011. — 606 с. — (Бібліотека нового українця) — ISBN 978-966-8804-23-6.
- Дахно І. І. Економічна географія зарубіжних країн : навчальний посібник. — К. : Центр учбової літератури, 2014. — 319 с. — ISBN 978-611-01-0682-5.
- Дорошенко В. І. Географія транспорту : Навчальний посібник / В. І. Дорошенко, К. Д. Діденко. — К. : Київський нац. ун-т ім. Т. Шевченка, 2010. — 183 с. — ISBN 978-966-439-329-1.
- Дубович І. А. Країнознавчий словник-довідник. — 5-те вид., перероб. і доп. — К. : Знання, 2008. — 839 с. — ISBN 978-966-346-330-8.
- Економічна і соціальна географія країн світу : Навчальний посібник / За ред. С. П. Кузика. — Л. : Світ, 2002. — 672 с. — ISBN 966-603-178-7.
- Зарубіжна транспортна географія : навчальний посібник / уклад. : Петрашевський О. Л. и др. — К. : Національний транспортний університет, 2015. — 95 с. — ISBN 978-966-632-227-5.
- Ігнатьєв П. М. Країнознавство: Країни Азії. — Ч. : Книги-ХХІ, 2004. — 383 с. — ISBN 966-8029-53-4.
- Книш М. М., Мамчур О. І. Регіональна економічна і соціальна географія світу (Латинська Америка та Карибські країни, Африка, Азія, Океанія) : навч. посіб. — Л. : ЛНУ ім. Івана Франка, 2013. — 368 с. — ISBN 978-617-10-0007-0.
- Юрківський В. М. Регіональна економічна і соціальна географія. Зарубіжні країни : Підручник. — К. : Либідь, 2001. — 416 с. — ISBN 966-06-0092-5.

### Англійською
- (англ.) Modern Transport Geography / Hoyle, B. and R. Knowles (eds). — Second Edition,. — London : Wiley, 1998.
- (англ.) Rodrigue, J-P. The Geography of Transport Systems. — Fourth Edition. — N. Y. : Routledge, 2017. — 440 с. — ISBN 978-1138669574.
- (англ.) Taaffe E. J., Gauthier H. L. and O'Kelly M. E. Geography of transportation. — Second Edition. — N. Y. : Prentice Hall, 1996. — ISBN 0-13-368572-1.
- (англ.) Black, W. Transportation: A Geographical Analysis. — N. Y. : Guilford, 2003.

### Російською
- (рос.) Максаковский В. П. Географическая картина мира. Книга I: Общая характеристика мира. — М. : Дрофа, 2008. — 495 с. — ISBN 978-5-358-05275-8.
- (рос.) Максаковский В. П. Географическая картина мира. Книга II: Региональная характеристика мира. — М. : Дрофа, 2009. — 480 с. — ISBN 978-5-358-06280-1.
- (рос.) Физико-географический атлас мира. — М. : Академия наук СССР и главное управление геодезии и картографии ГГК СССР, 1964. — 298 с.
- (рос.) Шаповал Н. С. Транспортная география и транспортные системы мира : учебное пособие. — К. : Центр учбової літератури, 2006. — 188 с. — ISBN 000-0000-00-4.
- (рос.) Экономическая, социальная и политическая география мира. Регионы и страны / под ред. С. Б. Лаврова, Н. В. Каледина. — М. : Гардарики, 2002. — 928 с. — ISBN 5-8297-0039-5.
- (рос.) Энциклопедия стран мира / глав. ред. Н. А. Симония. — М. : НПО «Экономика» РАН, отделение общественных наук, 2004. — 1319 с. — ISBN 5-282-02318-0.